# Dixième circonscription des Bouches-du-Rhône
La dixième circonscription des Bouches-du-Rhône est une circonscription législative française dans lesquelles est élu un député des Bouches-du-Rhône auprès de l'Assemblée nationale. Elle est actuellement représentée à l'Assemblée nationale (XVIIe législature) par José Gonzalez, député Rassemblement national (RN).

## Description géographique et démographique

### De 1958 à 1986
La dixième circonscription des Bouches-du-Rhône était composée de :
- Canton de Berre-l'Étang
- Canton de Gardanne
- Canton de Martigues
- Canton de Salon-de-Provence

### De 1988 à 2010
La dixième circonscription des Bouches-du-Rhône était composée de :
- Canton d'Allauch
- Canton de Gardanne
- Canton de Roquevaire

### Depuis 2010
La dixième circonscription des Bouches-du-Rhône est située dans l'arrière pays marseillais, entre la ville de Marseille et le pays aixois, au nord d'Aubagne. Cette circonscription regroupe 16 communes, elle est constituée de 3 cantons et d'une commune :
- Canton d'Allauch
- Canton de Gardanne (tel que défini avant le redécoupage de 2014)
- canton de Roquevaire
- Commune de Meyreuil

| Nom               | Code Insee | Intercommunalité                   | Superficie (km2) | Population (dernière pop. légale) | Densité (hab./km2) |
| ----------------- | ---------- | ---------------------------------- | ---------------- | --------------------------------- | ------------------ |
| Allauch           | 13002      | Métropole d'Aix-Marseille-Provence | 50,3             | 21 404 (2022)                     | 426                |
| Auriol            | 13007      | Métropole d'Aix-Marseille-Provence | 44,64            | 12 986 (2022)                     | 291                |
| Belcodène         | 13013      | Métropole d'Aix-Marseille-Provence | 12,97            | 1 978 (2022)                      | 153                |
| Bouc-Bel-Air      | 13015      | Métropole d'Aix-Marseille-Provence | 21,75            | 15 367 (2022)                     | 707                |
| Cadolive          | 13020      | Métropole d'Aix-Marseille-Provence | 4,18             | 2 219 (2022)                      | 531                |
| Gardanne          | 13041      | Métropole d'Aix-Marseille-Provence | 27,02            | 21 534 (2022)                     | 797                |
| Gréasque          | 13046      | Métropole d'Aix-Marseille-Provence | 6,15             | 4 469 (2022)                      | 727                |
| La Bouilladisse   | 13016      | Métropole d'Aix-Marseille-Provence | 12,61            | 6 447 (2022)                      | 511                |
| La Destrousse     | 13031      | Métropole d'Aix-Marseille-Provence | 2,93             | 4 023 (2022)                      | 1 373              |
| Meyreuil          | 13060      | Métropole d'Aix-Marseille-Provence | 20,13            | 6 341 (2022)                      | 315                |
| Mimet             | 13062      | Métropole d'Aix-Marseille-Provence | 18,7             | 4 147 (2022)                      | 222                |
| Peypin            | 13073      | Métropole d'Aix-Marseille-Provence | 13,35            | 5 612 (2022)                      | 420                |
| Plan-de-Cuques    | 13075      | Métropole d'Aix-Marseille-Provence | 8,52             | 11 504 (2022)                     | 1 350              |
| Roquevaire        | 13086      | Métropole d'Aix-Marseille-Provence | 23,83            | 8 823 (2022)                      | 370                |
| Saint-Savournin   | 13101      | Métropole d'Aix-Marseille-Provence | 5,89             | 3 449 (2022)                      | 586                |
| Simiane-Collongue | 13107      | Métropole d'Aix-Marseille-Provence | 29,84            | 5 823 (2022)                      | 195                |

La population légale au sein de cette circonscription en 2022 est de 136 126 habitants.

## Historique des députations depuis 1958
| Législature | Début de mandat  | Fin de mandat     | N° | Député                  | Parti politique                                                        | Observations |
| Ième        | 23 novembre 1958 | 24 septembre 1961 | 1  | Denis Padovani          | SFIO                                                                   | Mandat écourté à la suite d'une dissolution parlementaire décidée par le Président de la République Charles de Gaulle                                                                        |
| IIème       | 6 décembre 1962  | 2 avril 1967      | 2  | René Rieubon            | PCF                                                                    | |
| IIIème      | 3 avril 1967     | 30 mai 1968       | 2  | René Rieubon            | PCF                                                                    | Mandat écourté à la suite d'une dissolution parlementaire décidée par le Président de la République Charles de Gaulle                                                                        |
| IVème       | 11 juillet 1968  | 1 avril 1973      | 2  | René Rieubon            | PCF                                                                    | |
| Vème        | 2 avril 1973     | 2 avril 1978      | 2  | René Rieubon            | PCF                                                                    | |
| VIème       | 3 avril 1978     | 22 mai 1981       | 2  | René Rieubon            | PCF                                                                    | Mandat écourté à la suite d'une dissolution parlementaire décidée par le Président de la République François Mitterrand                                                                      |
| VIIème      | 2 juillet 1981   | 1 avril 1986      | 2  | René Rieubon            | PCF                                                                    | |
| VIIIème     | 2 avril 1986     | 14 mai 1988       |    | Aucun                   | Aucun                                                                  | Proportionnelle par département, pas de député par circonscription. Mandat écourté à la suite d'une dissolution parlementaire décidée par le Président de la République François Mitterrand. |
| IXème       | 13 juin 1988     | 1er avril 1993    | 3  | Yves Vidal              | PS                                                                     | |
| Xème        | 2 avril 1993     | 5 septembre 1996  | 4  | Bernard Tapie           | NI (1993) PRG (1993 - 1996)                                            | Est déchu de son mandat. Élection partielle le 20 octobre 1996, victoire de Roger Meï, PCF, qui l'emporte au second tour contre Damien Bariller, Front national avec 60,9 % des voix.        |
| Xème        | 5 septembre 1996 | 21 avril 1997     | 5  | Roger Meï               | PCF                                                                    | Maire de Gardanne. Mandat écourté à la suite d'une dissolution parlementaire décidée par le Président de la République Jacques Chirac.                                                       |
| XIème       | 12 juin 1997     | 19 juin 2002      | 5  | Roger Meï               | PCF                                                                    | |
| XIIème      | 19 juin 2002     | 19 juin 2007      | 6  | Richard Mallié          | UMP                                                                    | Maire de Bouc-Bel-Air et conseiller général du canton de Gardanne |
| XIIIème     | 20 juin 2007     | 20 juin 2012      | 6  | Richard Mallié          | UMP                                                                    | |
| XIVème      | 20 juin 2012     | 20 juin 2017      | 7  | François-Michel Lambert | EÉLV (2012 - 2015) FD 2015 - 2017) UDE (2015 - 2020) LÉF (2020 - 2022) | |
| XVème       | 21 juin 2017     | 21 juin 2022      | 7  | François-Michel Lambert | EÉLV (2012 - 2015) FD 2015 - 2017) UDE (2015 - 2020) LÉF (2020 - 2022) | |
| XVIème      | 22 juin 2022     | 9 juin 2024       | 8  | José Gonzalez           | RN                                                                     | Mandat écourté par un dissolution décidée par Emmanuel Macron |
| XVIIème     | 18 juillet 2024  | en cours          | 8  | José Gonzalez           | RN                                                                     | |

## Historique des élections

### Avant le redécoupage de 1986

#### Élections législatives de 1958
| Candidat       | Candidat           | Parti          | Premier tour | Premier tour | Second tour | Second tour |  |
| Candidat       | Candidat           | Parti          | Voix         | %            | Voix        | %           |  |
| -------------- | ------------------ | -------------- | ------------ | ------------ | ----------- | ----------- |  |
|                | Denis Padovani élu | SFIO           | 17 208       | 31,5         | 21 071      | 37,55       |  |
|                | Lucien Lambert     | PCF            | 16 002       | 29,29        | 17 096      | 30,46       |  |
|                | Étienne Arvanitis  | UNR            | 7 868        | 14,4         | 17 951      | 31,99       |  |
|                | Laurens Deleuil    | CNIP           | 6 881        | 12,6         | Retrait     | Retrait     |  |
|                | Jean Francou       | MRP            | 6 672        | 12,21        | Retrait     | Retrait     |  |
|                |                    |                |              |              |             |             |  |
| Inscrits       | Inscrits           | Inscrits       | 73 180       | 100,00       | 73 241      | 100,00      |  |
| Abstentions    | Abstentions        | Abstentions    | 17 465       | 23,87        | 16 317      | 22,28       |  |
| Votants        | Votants            | Votants        | 55 715       | 76,13        | 56 924      | 77,72       |  |
| Blancs et nuls | Blancs et nuls     | Blancs et nuls | 1 084        | 1,95         | 806         | 1,42        |  |
| Exprimés       | Exprimés           | Exprimés       | 54 631       | 98,05        | 56 118      | 98,58       |  |

Le suppléant de Denis Padovani était Pierre Matraja, maire de Sausset-les-Pins.

#### Élections législatives de 1962
| Candidat       | Candidat               | Parti                     | Premier tour | Premier tour | Second tour | Second tour |  |
| Candidat       | Candidat               | Parti                     | Voix         | %            | Voix        | %           |  |
| -------------- | ---------------------- | ------------------------- | ------------ | ------------ | ----------- | ----------- |  |
|                | René Rieubon élu       | PCF                       | 19 969       | 36,05        | 24 813      | 41,41       |  |
|                | Denis Padovani sortant | SFIO                      | 15 489       | 27,96        | 19 318      | 32,24       |  |
|                | Jean Francou           | MRP                       | 10 680       | 19,28        | 15 790      | 26,35       |  |
|                | Étienne Arvanitis      | Divers droite (Gaulliste) | 4 648        | 8,39         | Retrait     | Retrait     |  |
|                | Laurens Deleuil        | Modérés                   | 4 611        | 8,32         | Retrait     | Retrait     |  |
|                |                        |                           |              |              |             |             |  |
| Inscrits       | Inscrits               | Inscrits                  | 82 452       | 100,00       | 82 370      | 100,00      |  |
| Abstentions    | Abstentions            | Abstentions               | 25 431       | 30,84        | 21 019      | 25,52       |  |
| Votants        | Votants                | Votants                   | 57 021       | 69,16        | 61 351      | 74,48       |  |
| Blancs et nuls | Blancs et nuls         | Blancs et nuls            | 1 624        | 2,85         | 1 430       | 2,33        |  |
| Exprimés       | Exprimés               | Exprimés                  | 55 397       | 97,15        | 59 921      | 97,67       |  |

Paul Lombard, employé, adjoint au maire de Martigues, était le suppléant de René Rieubon.

#### Élections législatives de 1967
| Candidat       | Candidat                   | Parti          | Premier tour | Premier tour | Second tour | Second tour |  |
| Candidat       | Candidat                   | Parti          | Voix         | %            | Voix        | %           |  |
| -------------- | -------------------------- | -------------- | ------------ | ------------ | ----------- | ----------- |  |
|                | René Rieubon sortant réélu | PCF            | 29 995       | 37,98        | 45 529      | 61,79       |  |
|                | Armand Audibert            | FGDS (SFIO)    | 21 323       | 27           | Retrait     | Retrait     |  |
|                | Pierre Tristani            | UD-Ve          | 17 905       | 22,67        | 28 154      | 38,21       |  |
|                | Antoine Toran              | CD (PDM)       | 7 093        | 8,98         |             |             |  |
|                | Michel Guillamet           | REL            | 2 651        | 3,36         |             |             |  |
|                |                            |                |              |              |             |             |  |
| Inscrits       | Inscrits                   | Inscrits       | 102 373      | 100,00       | 102 357     | 100,00      |  |
| Abstentions    | Abstentions                | Abstentions    | 21 554       | 21,05        | 24 250      | 23,69       |  |
| Votants        | Votants                    | Votants        | 80 819       | 78,95        | 78 107      | 76,31       |  |
| Blancs et nuls | Blancs et nuls             | Blancs et nuls | 1 852        | 2,29         | 4 424       | 5,66        |  |
| Exprimés       | Exprimés                   | Exprimés       | 78 967       | 97,71        | 73 683      | 94,34       |  |

Paul Lombard était le suppléant de René Rieubon.

#### Élections législatives de 1968
| Candidat       | Candidat                   | Parti          | Premier tour | Premier tour | Second tour | Second tour |  |
| Candidat       | Candidat                   | Parti          | Voix         | %            | Voix        | %           |  |
| -------------- | -------------------------- | -------------- | ------------ | ------------ | ----------- | ----------- |  |
|                | René Rieubon sortant réélu | PCF            | 30 039       | 39,02        | 38 610      | 51,57       |  |
|                | Pierre Tristani            | UDR (URP)      | 28 822       | 37,44        | 36 259      | 48,43       |  |
|                | Pierre Matraja             | FGDS (SFIO)    | 12 375       | 16,07        | Retrait     | Retrait     |  |
|                | Auguste Tourrenc           | Rad            | 3 185        | 4,14         |             |             |  |
|                | Jean-Claude Colson         | PSU            | 2 567        | 3,33         |             |             |  |
|                |                            |                |              |              |             |             |  |
| Inscrits       | Inscrits                   | Inscrits       | 102 665      | 100,00       | 102 661     | 100,00      |  |
| Abstentions    | Abstentions                | Abstentions    | 23 671       | 23,06        | 24 542      | 23,91       |  |
| Votants        | Votants                    | Votants        | 78 994       | 76,94        | 78 119      | 76,09       |  |
| Blancs et nuls | Blancs et nuls             | Blancs et nuls | 2 006        | 2,54         | 3 250       | 4,16        |  |
| Exprimés       | Exprimés                   | Exprimés       | 76 988       | 97,46        | 74 869      | 95,84       |  |

Paul Lombard était le suppléant de René Rieubon.

#### Élections législatives de 1973
| Candidat       | Candidat                   | Parti                     | Premier tour | Premier tour | Second tour | Second tour |  |
| Candidat       | Candidat                   | Parti                     | Voix         | %            | Voix        | %           |  |
| -------------- | -------------------------- | ------------------------- | ------------ | ------------ | ----------- | ----------- |  |
|                | René Rieubon sortant réélu | PCF                       | 38 859       | 39,59        | 54 724      | 57,31       |  |
|                | Michel Pezet               | PS (UGSD)                 | 23 498       | 23,94        | Retrait     | Retrait     |  |
|                | Laurens Deleuil            | URP                       | 20 605       | 20,99        | 39 759      | 41,64       |  |
|                | Étienne Arvanitis          | Divers droite (Gaulliste) | 12 711       | 12,95        | 1 004       | 1,05        |  |
|                | Paul Caire                 | FN                        | 2 473        | 2,52         |             |             |  |
|                |                            |                           |              |              |             |             |  |
| Inscrits       | Inscrits                   | Inscrits                  | 124 276      | 100,00       | 124 277     | 100,00      |  |
| Abstentions    | Abstentions                | Abstentions               | 23 751       | 19,11        | 24 180      | 19,46       |  |
| Votants        | Votants                    | Votants                   | 100 525      | 80,89        | 100 097     | 80,54       |  |
| Blancs et nuls | Blancs et nuls             | Blancs et nuls            | 2 379        | 2,37         | 4 610       | 4,61        |  |
| Exprimés       | Exprimés                   | Exprimés                  | 98 146       | 97,63        | 95 487      | 95,39       |  |

Roger Meï, instituteur, conseiller municipal de Gardanne, était le suppléant de René Rieubon.

#### Élections législatives de 1978
| Candidat       | Candidat                   | Parti                | Premier tour | Premier tour | Second tour | Second tour |  |
| Candidat       | Candidat                   | Parti                | Voix         | %            | Voix        | %           |  |
| -------------- | -------------------------- | -------------------- | ------------ | ------------ | ----------- | ----------- |  |
|                | René Rieubon sortant réélu | PCF                  | 51 427       | 37,28        | 79 744      | 58,28       |  |
|                | Michel Pezet               | PS                   | 31 984       | 23,19        | Retrait     | Retrait     |  |
|                | Luc Peraldi                | RPR                  | 23 048       | 16,71        | 57 080      | 41,72       |  |
|                | Jacques Bastide            | UDF (CDS)            | 22 897       | 16,6         | Retrait     | Retrait     |  |
|                | Christian Caroz            | PSU (FA)             | 3 650        | 2,65         |             |             |  |
|                | Paul Caire                 | FN                   | 2 033        | 1,47         |             |             |  |
|                | Jean-Paul Rigollet         | LO                   | 1 524        | 1,1          |             |             |  |
|                | Bernard Trigon             | Extrême gauche (OCT) | 1 016        | 0,74         |             |             |  |
|                | Richard Aguado             | UOPDP                | 358          | 0,26         |             |             |  |
|                |                            |                      |              |              |             |             |  |
| Inscrits       | Inscrits                   | Inscrits             | 168 136      | 100,00       | 168 005     | 100,00      |  |
| Abstentions    | Abstentions                | Abstentions          | 27 274       | 16,22        | 26 270      | 15,64       |  |
| Votants        | Votants                    | Votants              | 140 862      | 83,78        | 141 735     | 84,36       |  |
| Blancs et nuls | Blancs et nuls             | Blancs et nuls       | 2 925        | 2,08         | 4 911       | 3,46        |  |
| Exprimés       | Exprimés                   | Exprimés             | 137 937      | 97,92        | 136 824     | 96,54       |  |

Monique Domergue était la suppléante de René Rieubon.

#### Élections législatives de 1981
| Candidat           | Candidat                   | Parti          | Premier tour | Premier tour | Second tour | Second tour |  |
| Candidat           | Candidat                   | Parti          | Voix         | %            | Voix        | %           |  |
| ------------------ | -------------------------- | -------------- | ------------ | ------------ | ----------- | ----------- |  |
|                    | René Rieubon sortant réélu | PCF            | 46 357       | 37,25        | 82 332      | 63,64       |  |
|                    | Annie Nougarède            | PS             | 35 929       | 28,87        | Retrait     | Retrait     |  |
|                    | Bertrand Munier            | UDF (CDS)      | 33 996       | 27,32        | 47 037      | 36,36       |  |
|                    | Pierre-Louis Causse        | FN             | 2 594        | 2,08         |             |             |  |
|                    | Alain Gélédan              | MDD            | 2 073        | 1,66         |             |             |  |
|                    | Christian Caroz            | PSU            | 1 420        | 1,14         |             |             |  |
|                    | Jean-Paul Rigollet         | LO             | 1 131        | 0,91         |             |             |  |
|                    | Rémy Jean                  | LCR            | 936          | 0,75         |             |             |  |
|                    |                            |                |              |              |             |             |  |
| Inscrits           | Inscrits                   | Inscrits       | 189 384      | 100,00       | 189 371     | 100,00      |  |
| Abstentions        | Abstentions                | Abstentions    | 62 658       | 33,09        | 54 981      | 29,03       |  |
| Votants            | Votants                    | Votants        | 126 726      | 66,91        | 134 390     | 70,97       |  |
| Blancs et nuls     | Blancs et nuls             | Blancs et nuls | 2 290        | 1,81         | 5 021       | 3,74        |  |
| Exprimés           | Exprimés                   | Exprimés       | 124 436      | 98,19        | 129 369     | 96,26       |  |
| Source : Data.gouv |                            |                |              |              |             |             |  |

Monique Domergue était la suppléante de René Rieubon.

### Depuis le redécoupage de 1986

#### Élections législatives de 1988
| Candidat                                | Candidat               | Parti          | Premier tour | Premier tour | Second tour | Second tour |  |
| Candidat                                | Candidat               | Parti          | Voix         | %            | Voix        | %           |  |
| --------------------------------------- | ---------------------- | -------------- | ------------ | ------------ | ----------- | ----------- |  |
|                                         | Yves Vidal élu         | PS             | 15 350       | 26,21        | 34 610      | 56,09       |  |
|                                         | Bruno Mégret           | FN             | 15 237       | 26,01        | 27 094      | 43,91       |  |
|                                         | Roger Meï              | PCF            | 13 708       | 23,40        | Retrait     | Retrait     |  |
|                                         | Claude Maurice Simeoni | RPR (URC)      | 12 172       | 20,78        | Retrait     | Retrait     |  |
|                                         | Isabelle Dor           | Divers droite  | 1 204        | 2,06         |             |             |  |
|                                         | Christian Massi        | Divers droite  | 900          | 1,53         |             |             |  |
|                                         |                        |                |              |              |             |             |  |
| Inscrits                                | Inscrits               | Inscrits       | 87 971       | 100,00       | 87 954      | 100,00      |  |
| Abstentions                             | Abstentions            | Abstentions    | 28 336       | 32,21        | 23 117      | 26,28       |  |
| Votants                                 | Votants                | Votants        | 59 635       | 67,79        | 64 837      | 73,72       |  |
| Blancs et nuls                          | Blancs et nuls         | Blancs et nuls | 1 064        | 1,78         | 3 133       | 4,83        |  |
| Exprimés                                | Exprimés               | Exprimés       | 58 571       | 98,22        | 61 704      | 95,17       |  |
| Source : Le Monde du 7 juin 1988, p. 15 |                        |                |              |              |             |             |  |

Roland Povinelli, maire d'Allauch était le suppléant d'Yves Vidal.

#### Élections législatives de 1993
| Candidat       | Candidat                | Parti                      | Premier tour | Premier tour | Second tour | Second tour |  |
| Candidat       | Candidat                | Parti                      | Voix         | %            | Voix        | %           |  |
| -------------- | ----------------------- | -------------------------- | ------------ | ------------ | ----------- | ----------- |  |
|                | Bernard Tapie élu       | MRG (ADFP)                 | 16 719       | 25,60        | 29 433      | 44,48       |  |
|                | Hervé Fabre-Aubrespy    | RPR (UPF)                  | 15 855       | 24,27        | 27 162      | 41,05       |  |
|                | Roger Meï               | PCF                        | 12 609       | 19,30        | Retrait     | Retrait     |  |
|                | Damien Bariller         | FN                         | 12 391       | 18,97        | 9 571       | 14,46       |  |
|                | Marie-Claire Mouygrin   | GÉ (EÉ)                    | 3 763        | 5,79         |             |             |  |
|                | Michel Benhaïm          | LT-LNÉ                     | 842          | 1,28         |             |             |  |
|                | Eric Bagnoli            | Divers droite              | 651          | 0,99         |             |             |  |
|                | Christian Poitvin       | Divers gauche (Maj. prés.) | 593          | 0,90         |             |             |  |
|                | Daniel Guffroy          | SÉGA                       | 582          | 0,89         |             |             |  |
|                | René Sale               | PT                         | 396          | 0,60         |             |             |  |
|                | Gérard Blanc            | Divers écologiste          | 379          | 0,58         |             |             |  |
|                | Jean Zailah             | UDI                        | 359          | 0,54         |             |             |  |
|                | Christian-Eric Bordione | Divers                     | 167          | 0,25         |             |             |  |
|                |                         |                            |              |              |             |             |  |
| Inscrits       | Inscrits                | Inscrits                   | 96 607       | 100,00       | 96 543      | 100,00      |  |
| Abstentions    | Abstentions             | Abstentions                | 28 542       | 29,54        | 26 272      | 27,21       |  |
| Votants        | Votants                 | Votants                    | 68 065       | 70,46        | 70 271      | 72,79       |  |
| Blancs et nuls | Blancs et nuls          | Blancs et nuls             | 2 757        | 4,05         | 4 105       | 5,84        |  |
| Exprimés       | Exprimés                | Exprimés                   | 65 308       | 95,95        | 66 166      | 94,16       |  |

Roland Povinelli était le suppléant de Bernard Tapie.

#### Élections partielles de 1996
| Candidat                                                            | Candidat             | Parti             | Premier tour | Premier tour | Second tour | Second tour |
| Candidat                                                            | Candidat             | Parti             | Voix         | %            | Voix        | %           |
| ------------------------------------------------------------------- | -------------------- | ----------------- | ------------ | ------------ | ----------- | ----------- |
|                                                                     | Roger Meï élu        | PCF               | 15 390       | 37,87        | 28 646      | 60,32       |
|                                                                     | Damien Bariller      | FN                | 10 890       | 26,79        | 18 844      | 39,67       |
|                                                                     | Hervé Fabre-Aubrespy | MPF               | 6 351        | 15,62        |             |             |
|                                                                     | Bernard Kouchner     | PRS               | 5 400        | 13,28        |             |             |
|                                                                     | Patrick Evenat       | Extrême droite    | 449          | 1,10         |             |             |
|                                                                     | Stephan Mathieu      | Extrême droite    | 365          | 0,89         |             |             |
|                                                                     | William Mallol       | Extrême droite    | 324          | 0,79         |             |             |
|                                                                     | Jacques Barbaria     | Sans étiquette    | 312          | 0,76         |             |             |
|                                                                     | Henri Le Guillou     | Divers (PNR)      | 258          | 0,63         |             |             |
|                                                                     | Alain Persia         | Divers écologiste | 251          | 0,61         |             |             |
|                                                                     | Pierre Montagnier    | GÉ                | 250          | 0,61         |             |             |
|                                                                     | Clément Roubaux      | Sans étiquette    | 199          | 0,48         |             |             |
|                                                                     | Michel Martinez      | Extrême droite    | 186          | 0,48         |             |             |
|                                                                     |                      |                   |              |              |             |             |
| Inscrits                                                            | Inscrits             | Inscrits          | 100 939      | 100,00       | 100 940     | 100,00      |
| Abstentions                                                         | Abstentions          | Abstentions       | 59 175       | 58,62        | 50 551      | 50,08       |
| Votants                                                             | Votants              | Votants           | 41 764       | 41,38        | 50 389      | 49,92       |
| Blancs et nuls                                                      | Blancs et nuls       | Blancs et nuls    | 1 129        | 2,70         | 2 899       | 5,75        |
| Exprimés                                                            | Exprimés             | Exprimés          | 40 635       | 97,30        | 47 490      | 94,25       |
| Source : L'Humanité (1) et (2) et Le Monde du 22 octobre 1996, p. 7 |                      |                   |              |              |             |             |

Le suppléant de Roger Meï était Francis Pellissier, géomètre, conseiller général du canton de Roquevaire, maire de La Bouilladisse.

#### Élections législatives de 1997
| Candidat                     | Candidat                | Parti                  | Premier tour | Premier tour | Second tour | Second tour |  |
| Candidat                     | Candidat                | Parti                  | Voix         | %            | Voix        | %           |  |
| ---------------------------- | ----------------------- | ---------------------- | ------------ | ------------ | ----------- | ----------- |  |
|                              | Roger Meï sortant réélu | PCF                    | 20 874       | 32,08        | 38 056      | 60,02       |  |
|                              | Damien Bariller         | FN                     | 15 818       | 24,31        | 25 345      | 39,98       |  |
|                              | Frédéric Sarrazin       | RPR                    | 10 006       | 15,38        |             |             |  |
|                              | Gérard Bismuth          | PS                     | 9 009        | 13,85        |             |             |  |
|                              | Hervé Fabre-Aubrespy    | LDI (MPF)              | 5 773        | 8,87         |             |             |  |
|                              | Joël Asta               | Divers écologiste (GÉ) | 1 841        | 2,83         |             |             |  |
|                              | Claudine Murcia         | Divers                 | 921          | 1,42         |             |             |  |
|                              | Jacques Barbaria        | Divers écologiste      | 645          | 0,99         |             |             |  |
|                              | Anne-Marie Renaud       | Divers (PLN)           | 179          | 0,28         |             |             |  |
|                              | François Amico          | Divers gauche          | 0            | 0,00         |             |             |  |
|                              |                         |                        |              |              |             |             |  |
| Inscrits                     | Inscrits                | Inscrits               | 101 766      | 100,00       | 101 752     | 100,00      |  |
| Abstentions                  | Abstentions             | Abstentions            | 34 295       | 33,7         | 31 863      | 31,31       |  |
| Votants                      | Votants                 | Votants                | 67 471       | 66,3         | 69 889      | 68,69       |  |
| Blancs et nuls               | Blancs et nuls          | Blancs et nuls         | 2 405        | 3,56         | 6 488       | 9,28        |  |
| Exprimés                     | Exprimés                | Exprimés               | 65 066       | 96,44        | 63 401      | 90,72       |  |
| Source : Assemblée nationale |                         |                        |              |              |             |             |  |

Le suppléant de Roger Meï était Francis Pellissier.

#### Élections législatives de 2002
| Candidat                     | Candidat                   | Parti                      | Premier tour | Premier tour | Second tour | Second tour |  |
| Candidat                     | Candidat                   | Parti                      | Voix         | %            | Voix        | %           |  |
| ---------------------------- | -------------------------- | -------------------------- | ------------ | ------------ | ----------- | ----------- |  |
|                              | Richard Mallié élu         | UMP                        | 18 407       | 25,41        | 34 300      | 54,08       |  |
|                              | Roger Meï sortant          | PCF                        | 15 170       | 20,94        | 29 124      | 45,92       |  |
|                              | José Gonzalez              | FN                         | 13 257       | 18,30        |             |             |  |
|                              | Roland Povinelli           | PS                         | 12 885       | 17,78        |             |             |  |
|                              | Hervé Fabre-Aubrespy       | RPF                        | 2 806        | 3,87         |             |             |  |
|                              | Mireille Benedetti         | UDF                        | 2 732        | 3,77         |             |             |  |
|                              | Damien Bariller            | MNR                        | 2 656        | 3,67         |             |             |  |
|                              | Christiane Pigace Mudry    | CPNT                       | 924          | 1,28         |             |             |  |
|                              | Christiane Moulin          | Divers écologiste (LT-LNÉ) | 763          | 1,05         |             |             |  |
|                              | Daniele Kopec              | Divers                     | 676          | 0,93         |             |             |  |
|                              | Christophe Barnier         | LCR                        | 555          | 0,77         |             |             |  |
|                              | Marcel Marzo               | Divers écologiste          | 407          | 0,56         |             |             |  |
|                              | Anne-Marie Lance           | Divers écologiste (MÉI)    | 334          | 0,46         |             |             |  |
|                              | Claudine Rodinson          | LO                         | 333          | 0,46         |             |             |  |
|                              | Paul Baruc                 | Divers écologiste (GÉ)     | 253          | 0,35         |             |             |  |
|                              | Joël Alias                 | Divers gauche              | 236          | 0,33         |             |             |  |
|                              | Jeanne Bouton-Subtil       | Divers                     | 55           | 0,08         |             |             |  |
|                              | Bérangère Ferron du Chesne | Divers droite              | 1            | 0,00         |             |             |  |
|                              | Jean Misme                 | Pôle républicain           | 0            | 0,00         |             |             |  |
|                              | Marina Aillaud             | Les Verts                  | 0            | 0,00         |             |             |  |
|                              |                            |                            |              |              |             |             |  |
| Inscrits                     | Inscrits                   | Inscrits                   | 112 115      | 100,00       | 112 114     | 100,00      |  |
| Abstentions                  | Abstentions                | Abstentions                | 38 571       | 34,4         | 45 346      | 40,45       |  |
| Votants                      | Votants                    | Votants                    | 73 544       | 65,6         | 66 768      | 59,55       |  |
| Blancs et nuls               | Blancs et nuls             | Blancs et nuls             | 1 095        | 1,49         | 3 344       | 5,01        |  |
| Exprimés                     | Exprimés                   | Exprimés                   | 72 449       | 98,51        | 63 424      | 94,99       |  |
| Source : Assemblée nationale |                            |                            |              |              |             |             |  |

La suppléante de Richard Mallié était Monique Robineau, d'Allauch.

#### Élections législatives de 2007
| Candidat       | Candidat                     | Parti          | Premier tour | Premier tour | Second tour | Second tour |  |
| Candidat       | Candidat                     | Parti          | Voix         | %            | Voix        | %           |  |
| -------------- | ---------------------------- | -------------- | ------------ | ------------ | ----------- | ----------- |  |
|                | Richard Mallié sortant réélu | UMP            | 34 254       | 46,55        | 39 837      | 57,12       |  |
|                | Roger Meï                    | PCF            | 13 174       | 17,9         | 29 900      | 42,88       |  |
|                | Roland Povinelli             | PS             | 12 712       | 17,28        |             |             |  |
|                | Catherine Bisserier          | FN             | 4 381        | 5,95         |             |             |  |
|                | Marc Russeil                 | UDF–MoDem      | 4 324        | 5,88         |             |             |  |
|                | Patrice Daude                | LT-LNÉ         | 1 442        | 1,96         |             |             |  |
|                | Jerome Freydier              | LCR            | 1 264        | 1,72         |             |             |  |
|                | Lucien Morini                | CPNT           | 817          | 1,11         |             |             |  |
|                | Lyonel Joubeaux              | MNR            | 501          | 0,68         |             |             |  |
|                | Alain Sembely                | Divers         | 437          | 0,59         |             |             |  |
|                | Claudine Rodinson            | LO             | 278          | 0,38         |             |             |  |
|                | Bruno Musmeaux               | Divers         | 1            | 0            |             |             |  |
|                | Simon Imbert Vier            | Les Verts      | 0            | 0            |             |             |  |
|                | Yann Paqueron                | Divers droite  | 0            | 0            |             |             |  |
|                |                              |                |              |              |             |             |  |
| Inscrits       | Inscrits                     | Inscrits       | 123 763      | 100,00       | 123 761     | 100,00      |  |
| Abstentions    | Abstentions                  | Abstentions    | 49 276       | 39,81        | 51 860      | 41,9        |  |
| Votants        | Votants                      | Votants        | 74 487       | 60,19        | 71 901      | 58,1        |  |
| Blancs et nuls | Blancs et nuls               | Blancs et nuls | 902          | 1,21         | 2 164       | 3,01        |  |
| Exprimés       | Exprimés                     | Exprimés       | 73 585       | 98,79        | 69 737      | 96,99       |  |

La suppléante de Richard Mallié était Monique Robineau.

#### Élections législatives de 2012
Les élections législatives françaises de 2012 ont eu lieu les dimanches 10 et 17 juin 2012.
Le taux d'abstention fut de 39,93 % au premier tour, et de 39,90 % au deuxième tour,
.
| Candidat       | Candidat                     | Parti                    | Premier tour | Premier tour | Second tour | Second tour |
| Candidat       | Candidat                     | Parti                    | Voix         | %            | Voix        | %           |
| -------------- | ---------------------------- | ------------------------ | ------------ | ------------ | ----------- | ----------- |
|                | Richard Mallié sortant       | UMP                      | 18 679       | 31,45        | 22 592      | 38,13       |
|                | François-Michel Lambert élu  | EÉLV (PS)                | 17 236       | 29,02        | 24 670      | 41,64       |
|                | Pascale-Édith Guennec        | RBM (FN)                 | 13 417       | 22,59        | 11 989      | 20,23       |
|                | Yveline Primo                | FG (PCF) (Divers gauche) | 6 643        | 11,18        |             |             |
|                | Patrice Daude                | LT-LNÉ                   | 1 000        | 1,68         |             |             |
|                | Nathalie Minari              | CpF (MoDem)              | 837          | 1,41         |             |             |
|                | Chantal Cruveiller Giacalone | Divers droite            | 673          | 1,13         |             |             |
|                | Nancy Ithamar                | DLR                      | 368          | 0,62         |             |             |
|                | Roseline Guez                | MNR                      | 362          | 0,61         |             |             |
|                | Christian Lecat              | LO                       | 184          | 0,31         |             |             |
|                |                              |                          |              |              |             |             |
| Inscrits       | Inscrits                     | Inscrits                 | 100 194      | 100,00       | 100 187     | 100,00      |
| Abstentions    | Abstentions                  | Abstentions              | 40 006       | 39,93        | 39 970      | 39,90       |
| Votants        | Votants                      | Votants                  | 60 188       | 60,07        | 60 217      | 60,10       |
| Blancs et nuls | Blancs et nuls               | Blancs et nuls           | 789          | 1,31         | 966         | 1,60        |
| Exprimés       | Exprimés                     | Exprimés                 | 59 399       | 98,69        | 59 251      | 98,40       |

La suppléante de François-Michel Lambert était Catherine Roman, responsable administrative et financière, conseillère municipale de Peypin.

#### Élections législatives de 2017
|                                                                                  | |                           |                           |                          |                          |
|                                                                                  | | Premier tour 11 juin 2017 | Premier tour 11 juin 2017 | Second tour 18 juin 2017 | Second tour 18 juin 2017 |
|                                                                                  | |                           |                           |                          |                          |
|                                                                                  | | Nombre                    | % des inscrits            | Nombre                   | % des inscrits           |
| Inscrits                                                                         | Inscrits | 106 112                   | 100,00                    | 106 109                  | 100,00                   |
| Abstentions                                                                      | Abstentions | 55 423                    | 52,23                     | 62 845                   | 59,23                    |
| Votants                                                                          | Votants | 50 689                    | 47,77                     | 43 264                   | 40,77                    |
|                                                                                  | |                           | % des votants             |                          | % des votants            |
| Bulletins blancs                                                                 | Bulletins blancs | 732                       | 1,44                      | 2 895                    | 6,69                     |
| Bulletins nuls                                                                   | Bulletins nuls | 306                       | 0,60                      | 942                      | 2,18                     |
| Suffrages exprimés                                                               | Suffrages exprimés | 49 651                    | 97,95                     | 39 427                   | 91,13                    |
|                                                                                  | |                           |                           |                          |                          |
| Candidat Étiquette politique (partis et alliances)                               | Candidat Étiquette politique (partis et alliances) | Voix                      | % des exprimés            | Voix                     | % des exprimés           |
|                                                                                  | |                           |                           |                          |                          |
|                                                                                  | François-Michel Lambert (député sortant) La République en marche (Parti écologiste)                                                                         | 16 122                    | 32,47                     | 22 976                   | 58,27                    |
|                                                                                  | Laurent Jacobelli Front national | 10 862                    | 21,88                     | 16 451                   | 41,73                    |
|                                                                                  | Bruno Genzana Union des démocrates et indépendants (Les Républicains)                                                                                       | 5 615                     | 11,31                     |                          |                          |
|                                                                                  | Jacques Charton La France insoumise | 5 317                     | 10,71                     |                          |                          |
|                                                                                  | Serge Perottino Divers droite | 3 621                     | 7,29                      |                          |                          |
|                                                                                  | Éric Sordet Parti communiste français | 2 151                     | 4,33                      |                          |                          |
|                                                                                  | Rémy Carrodano Europe Écologie Les Verts | 1 486                     | 2,99                      |                          |                          |
|                                                                                  | Patrice Daudé Écologiste (Mouvement écologiste indépendant - Le Trèfle - Mouvement hommes animaux nature)                                                   | 868                       | 1,75                      |                          |                          |
|                                                                                  | Vincent Coulomb Parti socialiste | 842                       | 1,70                      |                          |                          |
|                                                                                  | Bastien Beaudoin Debout la France | 808                       | 1,63                      |                          |                          |
|                                                                                  | Lucie Desblancs Divers | 619                       | 1,25                      |                          |                          |
|                                                                                  | Olivier Bianciotto Extrême droite (Union des patriotes - Comités Jeanne - Parti de la France - Civitas - Souveraineté, identité et libertés - Ligue du Sud) | 401                       | 0,81                      |                          |                          |
|                                                                                  | Frédéric Leclair Divers (Parti du vote blanc) | 292                       | 0,59                      |                          |                          |
|                                                                                  | Gaël Fréchet Divers (Union populaire républicaine) | 264                       | 0,53                      |                          |                          |
|                                                                                  | Jean-Claude Valiente Lutte ouvrière | 206                       | 0,41                      |                          |                          |
|                                                                                  | Josianne Guey Divers gauche (Nouvelle Donne) | 177                       | 0,36                      |                          |                          |
|                                                                                  | Nathalie Minari Écologiste (Union des démocrates et des écologistes)                                                                                        | 0                         | 0,00                      |                          |                          |
| Source : Ministère de l'Intérieur - Dixième circonscription des Bouches-du-Rhône | |                           |                           |                          |                          |

La suppléante de François-Michel Lambert était Claudine Die, conseillère municipale d'Auriol.

#### Élections législatives de 2022
Les élections législatives françaises de 2022 se déroulent les dimanches 12 et 19 juin 2022.
| Résultats des élections législatives des 12 et 19 juin 2022 de la 10e circonscription des Bouches-du-Rhône |                          |                          |                          |              |              |             |             |
| Candidat                                                                                                   | Candidat                 | Parti et coalition       | Nuance                   | Premier tour | Premier tour | Second tour | Second tour |
| Candidat                                                                                                   | Candidat                 | Parti et coalition       | Nuance                   | Voix         | %            | Voix        | %           |
| | José Gonzalez            | RN                       | RN                       | 15 165       | 29,15        | 27 463      | 59,62       |
| | Marina Mesure            | LFI (NUPES)              | NUP                      | 11 271       | 21,67        | 18 598      | 40,38       |
| | Véronique Bourcet        | LREM (ENS)               | ENS                      | 10 739       | 20,64        |             |             |
| | Serge Perottino          | LR (UDC)                 | LR                       | 7 016        | 13,49        |             |             |
| | Jean-Philippe Courtaro   | REC                      | REC                      | 3 413        | 6,56         |             |             |
| | Patrice Daude            | UNE (TUPV)               | ECO                      | 1 097        | 2,11         |             |             |
| | Nathalie Coutenet        | UCE (ÉMP)                | DVC                      | 1 041        | 2,00         |             |             |
| | Robert Marti             | DLF                      | DSV                      | 658          | 1,26         |             |             |
| | Lucie Desblancs          | EAC                      | ECO                      | 643          | 1,24         |             |             |
| | Céline Colantonio        | PA                       | ECO                      | 512          | 0,98         |             |             |
| | Jean-Claude Valiente     | LO                       | DXG                      | 391          | 0,75         |             |             |
| | Magali Gozzi             | PNC (RPS)                | REG                      | 75           | 0,14         |             |             |
| | Stéphanie Brun           | DSV                      | DSV                      | 0            | 0,00         |             |             |
| Votes valides                                                                                              | Votes valides            | Votes valides            | Votes valides            | 52 021       | 98,23        | 46 061      | 89,32       |
| Votes blancs                                                                                               | Votes blancs             | Votes blancs             | Votes blancs             | 681          | 1,29         | 4 399       | 8,53        |
| Votes nuls                                                                                                 | Votes nuls               | Votes nuls               | Votes nuls               | 255          | 0,48         | 1 109       | 2,15        |
| Total | Total                    | Total                    | Total                    | 52 957       | 100          | 51 569      | 100         |
| Abstention                                                                                                 | Abstention               | Abstention               | Abstention               | 56 110       | 51,45        | 57 531      | 52,73       |
| Inscrits / participation                                                                                   | Inscrits / participation | Inscrits / participation | Inscrits / participation | 109 067      | 48,55        | 109 100     | 47,27       |

Le suppléant de José Gonzalez était Stéphane Simond, conseiller municipal de Plan-de-Cuques.

#### Élections législatives de 2024
| Candidat                 | Candidat                 | Parti et coalition       | Nuance                   | Premier tour | Premier tour | Second tour | Second tour |
| Candidat                 | Candidat                 | Parti et coalition       | Nuance                   | Voix         | %            | Voix        | %           |
| ------------------------ | ------------------------ | ------------------------ | ------------------------ | ------------ | ------------ | ----------- | ----------- |
|                          | José Gonzalez            | RN                       | RN                       | 37 672       | 48,83        | 41 372      | 55,66       |
|                          | Véronique Bourcet-Giner  | MoDem (ENS)              | ENS                      | 16 619       | 21,54        | 32 960      | 44,34       |
|                          | Jimmy Bessaih            | LFI (NFP)                | UG                       | 16 050       | 20,80        | Retrait     | Retrait     |
|                          | Stéphan Pierraccini      | LR                       | LR                       | 2 642        | 3,42         |             |             |
|                          | Lucie Desblancs          | ÉAC                      | ECO                      | 2 613        | 3,39         |             |             |
|                          | Jean-Philippe Courtaro   | REC                      | REC                      | 1 031        | 1,34         |             |             |
|                          | Frédéric Kechra          | LO                       | EXG                      | 314          | 0,41         |             |             |
|                          | Hassan Tahiri            | SE                       | DIV                      | 208          | 0,27         |             |             |
|                          |                          |                          |                          |              |              |             |             |
| Suffrages exprimés       | Suffrages exprimés       | Suffrages exprimés       | Suffrages exprimés       | 77 149       | 97,58        | 74 332      | 95,21       |
| Votes blancs             | Votes blancs             | Votes blancs             | Votes blancs             | 1 286        | 1,63         | 2 782       | 3,56        |
| Votes nuls               | Votes nuls               | Votes nuls               | Votes nuls               | 625          | 0,79         | 958         | 1,23        |
| Total                    | Total                    | Total                    | Total                    | 79 060       | 100          | 78 072      | 100         |
| Abstention               | Abstention               | Abstention               | Abstention               | 31 704       | 28,62        | 32 711      | 29,53       |
| Inscrits / participation | Inscrits / participation | Inscrits / participation | Inscrits / participation | 110 764      | 71,38        | 110 783     | 70,47       |

Le suppléant de José Gonzalez est Stéphane Simond, conseiller municipal de Plan-de-Cuques.